# 本光寺 (金沢市)

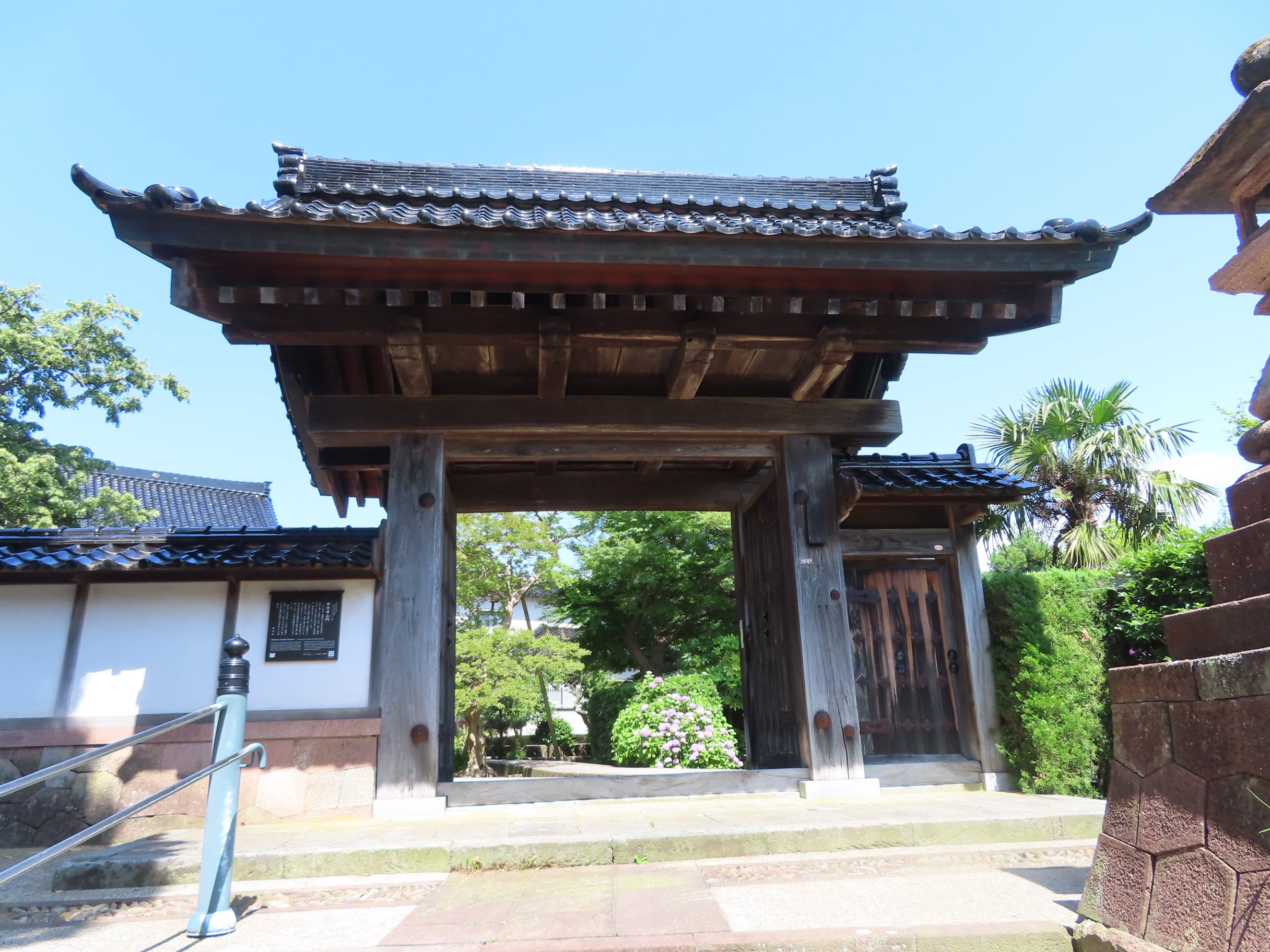
山門（金沢市指定文化財）

本光寺（ほんこうじ）は、金沢市東山の卯辰山山麓寺院群にある法華宗の寺院。山門は金沢市指定文化財。狂歌師の堀越左源次や北海道開拓で知られる林顕三等の墓所がある。山号は鳳栄山。京都本能寺の末寺。

## 歴史
応永23年（1416年）日隆が越中射水郡浅井に創立。前田利長から敷地を拝領し富山県高岡市へ移転。慶安2年（1649年）前田利常から寺地を拝領し現在地に移転した。

## 金沢市指定文化財
- 山門[1] 文化元年（1804年）再建。卯辰山山麓寺院群で最大級の薬医門。

## 参考資料
- 日蓮宗寺院大鑑編集委員会『宗祖第七百遠忌記念出版 日蓮宗寺院大鑑』大本山池上本門寺 (1981年)